# Matilda Lawler
Matilda Lawler, född 8 september 2008, är en amerikansk skådespelare.
Lawler har bland annat medverkat i TV-serierna Station Eleven och Nu är det jul (igen). Hon har även medverkar i filmen Fiona & Ulysses.

## Filmografi (i urval)
- 2021 – Flora & Ulysses
- 2021–2022 – Station Eleven (TV-serie)
- 2022–2023 – Nu är det jul (igen) (TV-serie)